# Jiřina Štěpánová
Jirina Štepánová (27 marzo 1930 – 1987) è stata una cestista cecoslovacca.

## Carriera
Con la Cecoslovacchia ha disputato i Campionati mondiali del 1957 e due edizioni dei Campionati europei (1954, 1956).